# Colle Umberto
Colle Umberto là một đô thị ở tỉnh Treviso trong vùng Veneto, có cự ly khoảng 60 km về phía bắc của Venice và khoảng 30 km về phía bắc của Treviso. Tại thời điểm ngày 31 tháng 12 năm 2004, đô thị này có dân số 4.900 người và diện tích là 13,6 km².
Đô thị Colle Umberto có các frazione (làng) San Martino di Colle Umberto, Menare và San Sebastiano.
Colle Umberto giáp các đô thị: Cappella Maggiore, Conegliano, Cordignano, Godega di Sant'Urbano, San Fior, Vittorio Veneto.